# Nyikolaj Dmitrijevics Kuznyecov
Nyikolaj Dmitrijevics Kuznyecov (oroszul: Николай Дмитриевич Кузнецов; Aktyubinszk, 1911. június 23.. – Szamara, 1995. július 31.) orosz mérnök-altábornagy, akadémikus, számos repülőgép- és rakétahajtómű főkonstruktőre.

## Pályafutása

### Mérnökként
Számos repülőgép- és rakétahajtómű főkonstruktőre volt. Nevéhez fűződik a Tu–114-es, az An–22-es, az Il–62-es, a Tu–154-es és a Tu–144-es típusú repülőgépek hajtóműveinek létrehozása. Ugyancsak ő alkotta meg a Tu–142-es és a Tu–160-as típusú hadászati vadászbombázók hajtóművét. Az 1960-as évek végén készítette el az NK–33-as típusú rakétahajtóművet, amelyet a szovjet Hold-programnál használtak fel.  Életének utolsó évében fejlesztette ki az NK–93-as típusú hajtóműveket, amelyeknek segítségével a Il–86-os és Tu–204-es típusú repülőgépek emelkedhetnek a magasba.